# Nácer Atamali
Nácer Atamali (Nasr al-Thamali - "lit. "Nácer de Tamal") foi um comandante militar e governador abássida (uáli ou emir) de Tarso e dos territórios fronteiriços com o Império Bizantino na Cilícia (Tugur Axamia).

## Vida

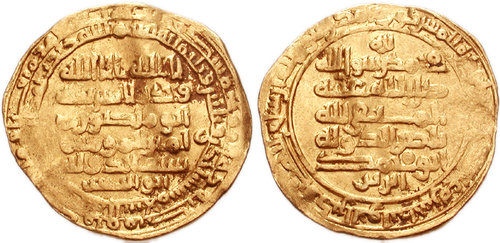
Dinar de ouro de Ceife Adaulá r.

Como mostrado por seu nisba, foi um antigo gulam de Tamal Aldulafi, que era governador de Tarso e dos territórios fronteiriços com o Império Bizantino na Cilícia em ca. 923–932. Por 941, Nácer tornar-se-ia governador de Tarso. No inverno (dezembro de 941 / janeiro de 942) tomou vantagem de uma expedição bizantina contra Alepo para atacar o território grego, retornando com muito butim e prisioneiros, incluindo comandantes bizantinos seniores.
Em outubro de 946, supervisionou a troca de prisioneiros com os bizantinos — chefiada por João, o Místico e o magistro Cosme — no rio Lamos em nome do emir hamadânida Ceife Adaulá (r. 945–967), que à época havia se tornado senhor das marcas cilicianas. 2 482 muçulmanos foram trocados por um número equivalente de cativos bizantinos; como os bizantinos possuíam 230 prisioneiros a mais, o restante teve de ser libertado com dinheiro.